# Škoda 215
Škoda 215 – prototyp samochodu osobowego firmy Škoda, prace nad nim trwały w latach 1933-1935.
Pojazd ten został zapomniany i dopiero po blisko 75 lat został po raz pierwszy zaprezentowany publicznie na targach Techno Classica w Essen w 2007 roku. Samochód jest jednym z przykładów kreatywności inżynierów Škody i możliwości, jakimi dysponowali oni w Mladá Bolelav w latach 30. XX wieku. Prototyp wyposażono w dwucylindrowy silnik o mocy 11 kW (15 KM) i pojemności skokowej 804 cm³. Mógł osiągnąć prędkość nawet 80 km/h. Z zewnątrz wydaje się on bardzo mały, lecz wewnątrz ma zaskakująco dużo miejsca. Jego masa to około 600 kg. Pojazd został zaprojektowany jako ekonomiczny samochód za przystępna cenę. Zbudowano tylko dwa prototypowe egzemplarze.